# 三本和明
三本 和明（みもと かずあき、1972年（昭和47年）3月20日 - ）は、バルセロナ、1996年アトランタオリンピック男子ボート競技（ローイング競技）日本代表選手、現在はデンソーボート部監督（フィールドマネージャー兼テクニカルコーチ）。

## 略歴
三本和明は、1972年（昭和47年）3月20日に滋賀県守山市に生まれ、中学までは剣道部に在籍、1987年（昭和62年）瀬田工業高校に入り朝日レガッタを見てボート部に入部した。1991年（平成3年）引き続きボート競技を続けるために日本大学に入り、1995年（平成7年）東レに入社し同社ボート部で選手活動を継続した。
東レ時代に、バルセロナ、アトランタオリンピックに日本代表として参加、また2000年から2003年まで世界選手権・ワールドカップにも参戦し2000年世界選手権では軽量級舵手なしクォドルプルで優勝し、2001年世界選手権では軽量級舵手なしクォドルプル3位となった。2004年（平成16年）現役を引退し、現在はデンソーボート部監督として女子選手の育成に取り組んでいる。
オリンピック成績
| 年度   | 大会名                 | 種目                 | 成績            |
| ------ | ---------------------- | -------------------- | --------------- |
| 1992年 | バルセロナオリンピック | 舵手なしペア         | 18位(7分17秒93) |
| 1996年 | アトランタオリンピック | 軽量級舵手なしフォア | 16位(6分28秒60) |

国際大会成績
| 年度   | 大会名               | 開催地               | 種目                       | 成績  |
| ------ | -------------------- | -------------------- | -------------------------- | ----- |
| 2000年 | ワールドカップ第3戦  | スイス・ルツェルン   | 2軽量級ダブルスカル        |       |
| 2000年 | 世界ボート選手権大会 | クロアチア・ザクレブ | 軽量級舵手なしクォドルプル | 優勝  |
| 2001年 | 世界ボート選手権大会 | スイス・ルツェルン   | 軽量級舵手なしクォドルプル | 第3位 |
| 2002年 | 第14回アジア競技大会 | 韓国・プサン         | 軽量級舵手なしフォア       |       |
| 2002年 | 第14回アジア競技大会 | 韓国・プサン         | エイト                     |       |
| 2002年 | ワールドカップ第3戦  | ドイツ・ミュンヘン   | 軽量級舵手なしフォア       |       |
| 2002年 | 世界ボート選手権大会 | スペイン・セビリア   | 軽量級舵手なしフォア       |       |
| 2003年 | ワールドカップ第3戦  | スイス・ルツェルン   | 軽量級舵手なしフォア       |       |
| 2003年 | 世界ボート選手権大会 | イタリア・ミラノ     | 軽量級舵手なしフォア       |       |

- ＴＯＲＡＹ. “東レ滋賀ボート部沿革2000年代”. 2013年7月17日閲覧。